# Crise politique italienne de 2019
La crise politique italienne de 2019 intervient en Italie au cours du mois d'août 2019. Elle voit la chute du premier gouvernement du président du Conseil des ministres Giuseppe Conte, composé d'une coalition entre le Mouvement 5 étoiles et la Ligue du Nord à la suite du désengagement de cette dernière en vue de provoquer des élections anticipées. 
De manière inattendue, la crise aboutit à un renversement d'alliance, le Mouvement cinq étoile se tournant vers le Parti démocrate, jusque là dans l'opposition, pour former une nouvelle coalition. Conte est ainsi maintenu à la tête d'un second gouvernement qui fait avorter la tentative de retour aux urnes et relègue la Ligue dans l'opposition. Le président du Conseil sort personnellement renforcé de cette crise, considérée comme une défaite politique pour le chef de la Ligue Matteo Salvini, qui fait les frais de son mauvais calcul politique. Le nouveau gouvernement, qui voit s'associer deux partis fortement opposé l'un à l'autre, est cependant jugé particulièrement fragile, tandis que la Ligue se maintient malgré tout en tête des sondages et remporte les scrutins régionaux qui s'ensuivent.

## Contexte

### Élections précédentes
Les élections organisées le 4 mars 2018 ont pour résultat un parlement sans majorité dans lequel aucune des trois principales forces politiques ne décroche la majorité absolue. Le Mouvement 5 étoiles arrive en tête et devient le premier parti au parlement avec près d'un tiers des sièges. Il est toutefois devancé par les résultats conjugués de la Coalition de centre-droit, au sein de laquelle la Ligue s'impose face à une Forza Italia en fort déclin, tandis que le Parti démocrate du président du Conseil sortant Paolo Gentiloni observe un net recul. Bien que restant le deuxième parti en termes de voix, il devient le troisième en nombre de sièges.
Après plusieurs mois de négociations frôlant à plusieurs reprises le risque d'un échec qui aurait mené à des élections anticipées, une coalition est finalement formée le 1er juin entre le Mouvement 5 étoiles et la Ligue dont les dirigeants Luigi di Maio et Matteo Salvini deviennent vice-présidents au sein d'un gouvernement dirigé par le juriste indépendant Giuseppe Conte.

### Gouvernement Conte I
Giuseppe Conte présente sa liste de ministres le 31 mai 2018 au président de la République, Sergio Mattarella. Le cabinet est investi le lendemain, après une crise politique de 88 jours, soit la plus longue de la République italienne,.

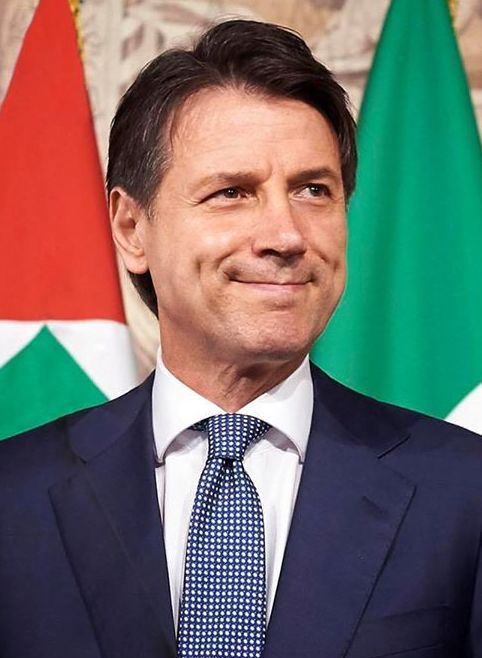
Le président du Conseil des ministres sortant, Giuseppe Conte.

Le nouveau gouvernement compte 18 ministres, dont cinq femmes et six personnalités indépendantes. Deux nouveaux postes sans portefeuille sont créés, pour la Famille et pour les Affaires européennes, tandis que celui pour le Sport est supprimé. Pour le ministre chargé du développement des régions méridionales du pays, le terme de « Sud » est préféré à « Mezzogiorno ». Il s'agit de la première équipe depuis 2006 à compter deux vice-présidents du Conseil. L'un d'eux — Luigi Di Maio — assume d'ailleurs la direction de deux ministères, celui du Développement économique et celui du Travail. Riccardo Fraccaro devient le tout premier ministre de la démocratie directe.
Le 5 juin 2018, après un discours de Giuseppe Conte devant le Sénat d'une durée de 1 h 15, le plus long de l'histoire parlementaire italienne, le gouvernement obtient la confiance par 171 votes pour, 117 contre et 25 abstentions. Le 6 juin, le gouvernement remporte le vote de confiance à la Chambre des députés avec 350 voix pour, 236 contre et 35 abstentions.

### Fragilisation de la coalition
L'équilibre au sein de la coalition est marqué par plusieurs désaccords sur la politique intérieure et économique, la Ligue souhaitant des réductions d'impôts sous la forme d'un taux d'imposition unique, tandis que le M5S entend mener une politique sociale avec notamment un revenu de base pour les plus démunis. Les partenaires de coalition s'entendent néanmoins sur le vote d'une réforme fermement anti corruption, chère au M5S. La Ligue donne libre cours à sa politique anti migratoire, en particulier sur le sujet des bateaux de passeurs de réfugiés et d'immigrés clandestins traversant la Méditerranée. Le M5S reçoit quant à lui le soutien de la Ligue dans ses projets de réforme constitutionnelle visant à instaurer le référendum propositif ainsi qu'une réduction de 945 à 600 du total des parlementaires. Le long processus d'amendement imposé par la constitution est encore en cours en août 2019.
La coalition est également fragilisée par une inversion du rapport de force en son sein. Le M5S, arrivé en tête en 2018 avec plus de 32 % des suffrages, voit ses intentions de vote chuter de moitié tandis que la Ligue, qui en avait recueilli 17 %, monte à plusieurs reprises dans les sondages et frôle les 40 %. Plusieurs scrutins régionaux confirment la tendance, la coalition de centre droit - rompue au niveau national mais maintenue dans les régions - remporte ainsi l'une après l'autre les élections régionales organisées en 2019 aux Abruzzes, en Sardaigne, en Basilicate et au Piémont. Aux européennes de mai 2019, la Ligue arrive à nouveau en tête avec 34 %, tandis que le M5S chute à la troisième place derrière le PD avec 17 % des suffrages. Dès lors, la rupture de la coalition avant le terme de la législature en 2023 est pressentie.
Le Mouvement 5 étoiles subit le retour de bâton d'un mauvaise mise en œuvre de ses principales réformes économiques. Luigi Di Maio, ministre du Travail, souhaite lutter contre la précarité dans le monde professionnel par deux grands moyens. D’une part, il institue un « décret Dignité », qui restreint l'utilisation et la durée des contrats à durée déterminée et sanctionne les entreprises effectuant des délocalisations si elles ont reçu dans les cinq années précédentes des aides de l'État, en leur infligeant des amendes de deux à quatre fois le montant perçu. Les mesures sur les contrats d'embauche sont cependant très mal accueillies par la population, qui critique les nouvelles contraintes réglementaires et les effets pervers sur le recours au travail au noir, sans effets apparents sur le chômage, qui reste élevé,. D'autre part, il instaure le revenu minimum universel sous la forme d'un revenu de citoyenneté réservé aux plus démunis, décevant une partie de son électorat[pourquoi ?], tout en attisant la crainte de l'assistanat.
En parallèle, Matteo Salvini accroit sa popularité par ses actions en tant que ministre de l'Intérieur, en particulier dans la lutte contre l'immigration. La population approuve ainsi majoritairement sa décision de fermer les ports italiens aux navires des ONG, considérés comme des vecteurs de trafic d'êtres humains. Les annonces de la Ligue sur des projets de loi visant à introduire un taux d'imposition unique et à accroitre l'autonomie des régions trouvent un écho dans la population, en particulier dans les régions du Nord, bastion historique du parti.
Le 3 juin 2019, alors que des dissensions commencent ouvertement à apparaître entre les deux partenaires, Conte menace de démissionner si ces dernières persistent.

## Crise politique

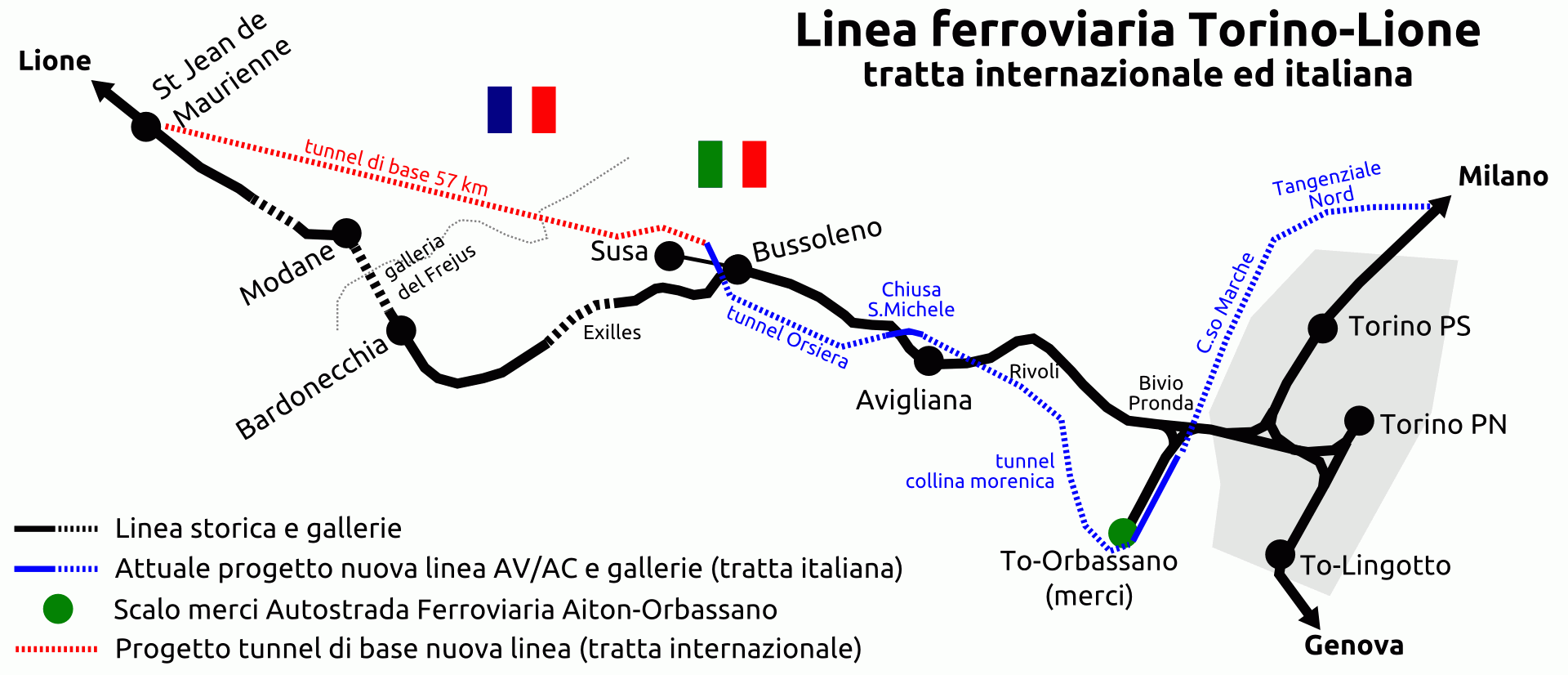
Tracé du projet de liaison Lyon-Turin.

La coalition finit enfin par buter sur le projet de tunnel ferroviaire sous les Alpes assurant la liaison entre Lyon et Turin. La Ligue, proche des milieux économiques, y est favorable, tandis que le M5S, construit en partie sur l'opposition à la corruption, remet en question les marchés publics conclus sous les précédents gouvernements. Le coût du projet, vieux de trente ans, est estimé à 26 milliards d'euros lors de sa conclusion en 2001, avant son report du fait de la crise économique de 2010, et le mouvement populiste juge préférable d'utiliser une telle somme pour un large programme de renouveau du Sud du pays. Le conflit sur ce dossier est fortement accentué par le régionalisme de l'électorat des deux formations. Si six italiens sur dix sont en effet favorables au projet, la grande majorité se trouve dans le Nord, bastion de la Ligue, tandis que la population du Sud du pays, acquise au M5S, s'y oppose majoritairement.
Un temps repoussé de plusieurs mois sur la médiation du président du Conseil des ministres Conté, favorable au projet, ce dernier revient devant le parlement début août. Le désaccord entre les deux partenaires de coalition aboutit à une crise politique, la Ligue votant pour, soutenue par l'opposition, tandis que le M5S vote sans succès contre le projet.

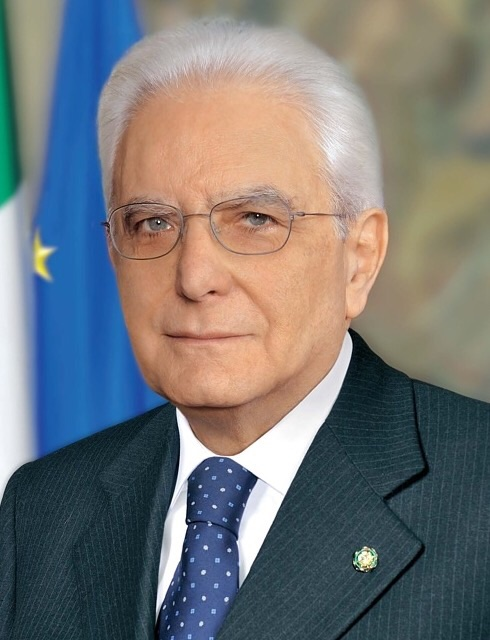
Le président de la République, Sergio Mattarella.

Le 8 août 2019, après avoir longuement rencontré Giuseppte Conte et le président Sergio Mattarella, Matteo Salvini annonce la fin de la coalition et demande des législatives anticipées pour l'automne. L'annonce provoque une certaine surprise : bien que la rupture de la coalition est attendue depuis des mois, un simple remaniement avec le départ de plusieurs ministres, dont celui de l'Économie, était envisagé à l'issue de ce conflit.
Giuseppe Conte déjoue cependant les attentes de Matteo Salvini en ne remettant pas sa démission, obligeant le chef de la Ligue à recourir à la voie parlementaire pour mettre fin au gouvernement avec le dépôt d'une motion de censure. Salvini est soupçonné de vouloir bénéficier d'une situation favorable, les sondages accordant près de 40 % à son parti, ce qui lui permettrait de gouverner seul ou avec le soutien du parti d'extrême droite Frères d'Italie. Il propose également à Silvio Berlusconi de faire intégrer Forza Italia, moribond dans les sondages, à des listes communes sous le seul sigle de la Ligue. La volonté de Salvini de retourner aux urnes viserait à ne pas répéter l'erreur de Matteo Renzi qui, après avoir recueilli plus de 40 % des voix aux européennes de 2014, n'avait pas su capitaliser sur sa popularité, et avait vu son parti chuter de près de moitié aux législatives de 2018.
Les deux chambres, alors en période de vacances estivales, convoquent des sessions extraordinaires pour décider du vote de motions de censure, jugées assurées d'être votées. Le président Mattarella dispose de la possibilité de maintenir le gouvernement sortant pour expédier les affaires courantes jusqu'à un scrutin organisé en octobre, ou bien de pousser à la formation d'un gouvernement de technocrates pour assurer la transition jusqu’aux élections suivantes, éventuellement repoussées jusqu'au début de l’année 2020, une pratique courante en Italie. Le président Mattarella est notoirement opposé à l'organisation de scrutins nationaux à l'automne du fait de la difficulté qu'elles entraînent à voter le budget en septembre et des effets négatifs que cette incertitude ferait peser sur l'économie. Un gouvernement technique doit cependant recueillir le soutien d'une majorité au Parlement, issue d'un compromis entre les principaux partis.

### Projets de retournement d'alliance

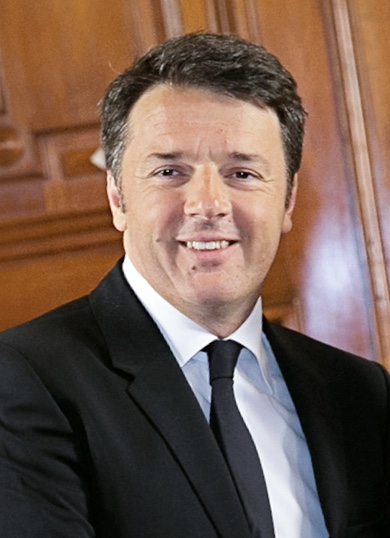
Matteo Renzi, ancien président du Conseil des ministres (2014-2016).

Confronté à la nécessité de nouvelles élections, le Mouvement 5 étoiles demande que soit préalablement votée la réforme constitutionnelle de réduction du nombre de sièges, dont le vote final était prévu à la rentrée parlementaire le 22 août. Une motion de censure est cependant jugée probable le 20 août, Salvini rejetant l'idée d'un vote préalable de la réforme,. De nouvelles élections rendraient caduc tout travail parlementaire inachevé de la législature sortante, annulant de fait l'ensemble du projet de réforme.
L'ancien dirigeant du Parti démocrate Matteo Renzi crée la surprise en proposant le 10 août de soutenir un gouvernement technique réunissant son parti, le M5S et toute autre formation politique afin de repousser à 2020 la tenue du scrutin. Renzi annonce notamment son soutien au vote de la réforme constitutionnelle du M5S, malgré le vote opposé du PD au cours des étapes précédentes de la procédure, déclarant qu'à moins d'un mois du vote final celle-ci doit désormais être menée à son terme, quitte à voir la population trancher par la suite par référendum, la baisse du nombre de parlementaires permettant selon lui d'éviter une hausse de la TVA, ; en l'absence de réduction du déficit budgétaire, celle-ci passerait automatiquement de 22 à 25 % au 1er janvier suivant en vertu d'un accord passé avec l'Union européenne,. Les deux mouvements politiques font cependant l'objet d'une détestation mutuelle depuis plusieurs années, une situation qui avait rendu impossible la formation d'une coalition en 2018. Fin juillet, Matteo Renzi déclarait encore : « Le Mouvement 5 étoiles n'est pas un mouvement démocratique. […] Je ne voterai jamais pour une coalition PD/M5S. […] On peut renoncer à un siège, comme je l'ai déjà fait maintes fois, mais on ne peut pas renoncer à sa dignité. ».
La situation en août 2019 rend le M5S plus enclin à une telle alliance au vu des sondages annonçant une chute de moitié de ses intentions de vote. Une grande partie des élus du Parti démocrate craignent quant à eux de nouvelles élections pour des raisons internes. Les élections précédentes avaient vu Matteo Renzi décider de la composition des listes électorales démocrates. Alors à la tête du parti malgré son remplacement à la tête du gouvernement à la suite de sa défaite au référendum de 2016 et sa démission, Renzi avait ainsi favorisé ses partisans et soutiens en les disposant en tête des listes dans les circonscriptions les plus favorables. Désormais remplacé à la présidence du mouvement par Nicola Zingaretti, lui-même désireux de renforcer sa position, un scrutin anticipé mènerait à la perte de leurs sièges pour la plupart des soutiens de Renzi, et affaiblirait la position de l'ancien chef, soupçonné de préparer son retour,
Le Sénat ayant voté le premier la confiance au gouvernement Conte lors de son investiture, les sénateurs ont la primauté sur le vote d'une motion de censure. Cette dernière fait l'objet d'un débat le 12 août, sans qu'une majorité ne s'accorde sur une date, les partisans de Salvini préférant voter le plus tôt possible, le 14, tandis que les autres formations préféreraient temporiser et voter le 20. La décision est par conséquent remise à la session du lendemain, au cours de laquelle la date du 20 août est finalement retenue pour une intervention du président du Conseil à la Chambre, éventuellement suivie du vote d'une motion. Redoutant que le délai puisse permettre au M5S et au PD de s'entendre sur une nouvelle coalition en vue de former un gouvernement politique, Salvini se déclare prêt à soutenir le vote final de la réforme constitutionnelle contre l'organisation dès octobre des élections anticipées. Luigi Di Maio oppose cependant une fin de non recevoir à ses tentatives de réconciliation, déclarant qu'il considère actée la rupture entre les deux formations.
L'ex-président du Conseil démocrate Romano Prodi propose quant à lui la formation d'une large coalition pro-européenne rassemblant PD, M5S et Forza Italia de l'ancien président du Conseil Silvio Berlusconi, afin de permettre la « réinsertion de l'Italie comme membre actif de l'Union européenne ». La position de cette dernière avait été mise à mal à la suite des profonds désaccords entre la Commission européenne et le gouvernement sortant quant à la gestion de la crise migratoire et la validation par l'Union du budget du gouvernement italien. Cette proposition de coalition est surnommée « Ursula », en référence à la nouvelle présidente allemande de la Commission européenne, Ursula von der Leyen. Cependant, Antonio Tajani, l'un des dirigeants de Forza Italia, rejette la participation de son parti à un tel gouvernement.

### Chute du gouvernement et consultations

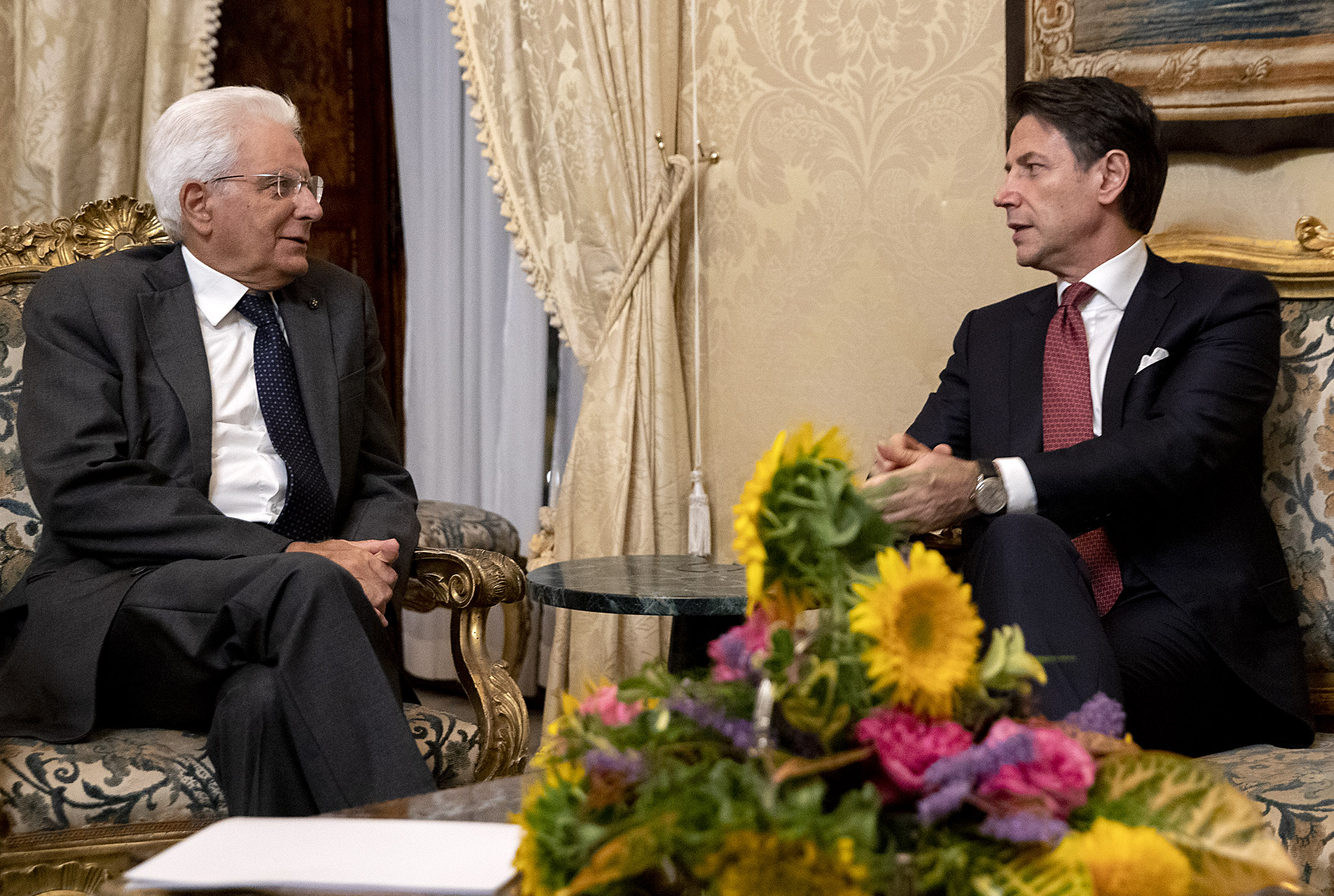
Giuseppe Conte venant présenter sa démission au président Mattarella (20 août 2019).

Lors de son discours au Sénat le 20 août 2019, Giuseppe Conte annonce sa démission, faisant le constat de l'impossibilité de poursuivre le gouvernement de coalition à la suite de la défection de la Ligue. Sa démission est acceptée le jour-même par le président Mattarella. Celui-ci s'entretient le lendemain avec son prédécesseur Giorgio Napolitano, et avec les présidents des chambres et groupes parlementaires et les dirigeants des principaux partis, et poursuit ses consultations les jours suivants, afin de juger s'il est possible de former un nouveau gouvernement.
Le vote de la réforme constitutionnelle de réduction du nombre de parlementaires, prévu le 22, est finalement repoussé la veille à une date indéterminée, en attendant la résolution de la crise politique. De son côté, le Parti démocrate propose officiellement une coalition avec le M5S en formulant cinq exigences — europhilie, retour à la seule démocratie représentative avec l'abandon du projet d'amendement sur la démocratie directe, politique de développement fondée sur la protection de l'environnement, changement de cap dans la gestion des flux migratoires, et politique économique et sociale tournée vers davantage de redistribution et d'investissements —, auxquelles s'ajoute le départ de Conte, jugé trop complaisant par le passé envers la politique migratoire restrictive de la Ligue. Conte est cependant soutenu par Di Maio, qui le qualifie de « serviteur de la Nation dont l'Italie ne peut pas se passer »,.
Le 22 août, Zingaretti rehausse la barre des négociations, en déclarant les cinq conditions sont non négociables, et en ajoutant trois autres : l'abrogation de la loi « sécurité et immigration » de Salvini, la révision de la réforme constitutionnelle de réduction des parlementaires dans une réforme plus globale des institutions — ce qui obligerait à renvoyer le texte en seconde lecture aux deux chambres — et la mise en place immédiate d'un accord sur le budget de 2020. Zingaretti est alors jugé réticent à la formation d'un gouvernement PD-M5S, qui risquerait de renforcer la Ligue sur le long terme en faisant d'elle le principal parti d'opposition et en la dédouanant de la responsabilité du budget de 2020. Alors que son parti est annoncé en légère hausse dans les sondages d'opinion, de nouvelles élections présenteraient pour lui l’avantage de purger les partisans de Matteo Renzi des rangs des parlementaires. L'annonce de ces trois conditions supplémentaires est ainsi accueillie avec perplexité, voire colère chez les renzistes, qui s'étonnent de n'en avoir jamais entendu parler à la direction du parti et accusent son dirigeant de vouloir saboter l'accord jaune-rouge. En posant subitement des conditions, quitte à les adoucir par la suite, Zingaretti est également perçu comme usant de sa position de force dans les négociations, le M5S ayant bien plus à perdre d'un retour aux urnes,.

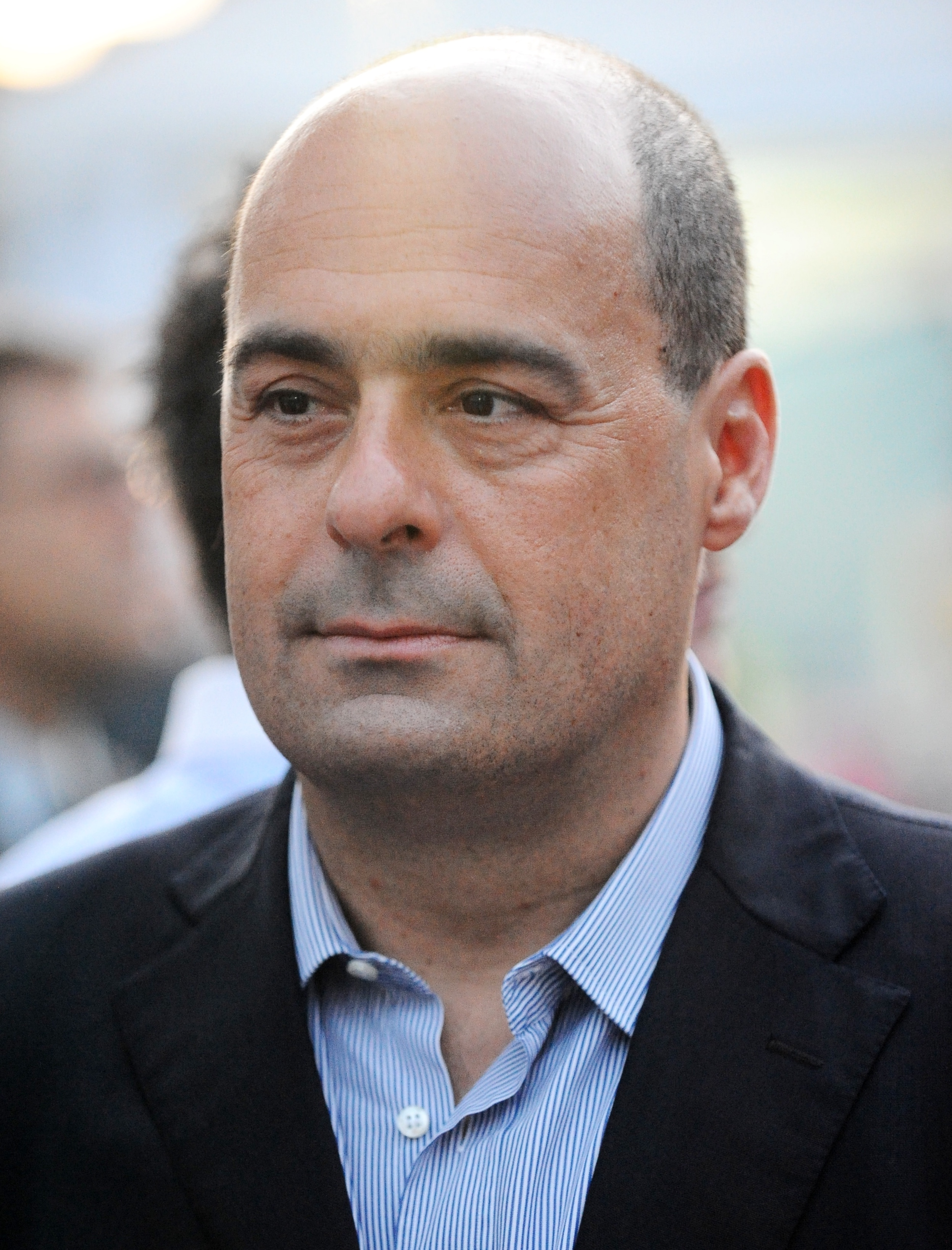
Le secrétaire du Parti démocrate, Nicola Zingaretti.

Ces nouvelles exigences provoquent les protestations de la part des élus du Mouvement 5 étoiles, évoquant des « vetos » et une arrogance du Parti démocrate,. Di Maio énumère peu après un programme en dix points en vue d'un accord : outre le vote de la réforme constitutionnelle, il mentionne les principales promesses du M5S en matière de économique et financière (gel de la TVA, salaire minimum, soutien à la natalité, au logement et aux handicapés, lutte contre l'évasion fiscale, réforme bancaire séparant les banques d'investissement des banques commerciales), des actions environnementales visant au 100 % renouvelable et au recyclage, des réformes sur les conflits d'intérêts dans les médias, ainsi que sur la lenteur de la justice, l'autonomie renforcée des municipalités, la lutte contre la mafia, un plan d'investissement pour le Sud, et enfin la loi faisant des écoles, du secteur de l'eau et des autoroutes des secteurs obligatoirement publiques. Di Maio affirme que son parti n'est pas intimidé par un vote et qu'un nouveau gouvernement ne doit pas servir d'échappatoire aux promesses faites aux Italiens. Di Maio et Zingaretti ont comme point d'accroche de ne pas vouloir exercer la fonction de président du Conseil d'un gouvernement de transition. Marta Cartabia, vice-présidente de la Cour constitutionnelle, est pressentie pour prendre la tête du gouvernement. Les deux formations convergent également sur l'environnement et la politique sociale — ce qui conduit le négociateur démocrate Graziano Delrio à qualifier les tractations de « bon début » — mais sont loin de s'entendre sur les réformes constitutionnelles et la politique économique. La suite des négociations concerne le budget, point sur lequel les discussions avancent bien, et la réduction du nombre de parlementaires, que le Parti démocrate accepte également. Cependant, le M5S insiste sur le maintien de Conte, tandis que le PD s'y oppose. Conte déclare quant à lui que l'objet des discussions n'est pas une personne, mais plutôt un programme, tout en s'opposant catégoriquement à redevenir chef du gouvernement si le M5S reforme une coalition avec la Ligue.
Silvio Berlusconi appelle de son côté à l'établissement d'une majorité parlementaire de centre droit pour « préserver les Italiens de l’oppression judiciaire, fiscale et bureaucratique » d'un gouvernement de gauche. À défaut, le chef de Forza Italia n'entrevoit pour seule alternative que le retour aux urnes, rejetant l'idée d'une coalition « Ursula », tout en ayant repoussé l'idée d'une intégration de ses listes dans celles de la Ligue. La dirigeante du parti Frères d’Italie, Giorgia Meloni, appelle également à un retour aux urnes, d’après elle « seule issue possible et respectueuse de l’Italie », jugeant les projets de majorités alternatives non représentatifs du « consensus du peuple »
Tout en privilégiant des élections le plus tôt possible, Salvini juge pour sa part préférable, à défaut de celles-ci, de reconduire l'alliance avec Di Maio. Il tend ainsi la main à son ancien allié, dont il juge le travail comme ayant été dans l'intérêt du pays, avant de lui proposer de reformer le gouvernement avec de nouveaux collaborateurs « dans une approche plus constructive de ses politiques ». Salvini va même jusqu'à proposer à Di Maio la fonction de président du Conseil des ministres. Une réconciliation est cependant jugée très peu probable en raison de l’opposition de ce dernier. Selon les sondages, la population attribue à 40 % la responsabilité de la crise aux deux ex-partenaires de coalition, à 30 % à la Ligue et à 25 % au Mouvement 5 étoiles. Au même moment, la Ligue perd des points dans les sondages mais reste en tête, alors que le Parti démocrate et le M5S progressent.
Une fois ses concertations avec les partis terminées, Mattarella donne à ces derniers jusqu'au 26 août au soir pour s'entendre sur une majorité, et il doit s'exprimer le lendemain à l'issue de nouvelles consultations, ou le cas échéant convoquer un scrutin pour le 10 novembre. Le pays est en effet confronté à deux échéances à court terme : outre le vote du budget 2020, l'Italie doit rapidement procéder à la désignation de son commissaire européen.
Le 26 août, Mattarella prolonge les consultations jusqu'au 28 août inclus, alors que le PD consent à un maintien de Conte en échange d'un profond remaniement du gouvernement. Zingaretti se montre quant à lui pessimiste après des discussions avec Di Maio, tandis qu'il doit poursuivre les négociations avec Conte. De son côté, Salvini se résigne à la formation de la nouvelle majorité, exprime sa fierté devant les choix de la Ligue et affirme qu’« on peut échapper aux élections pendant un mois, un an, mais le jugement du peuple arrive tôt ou tard ».
Dans la nuit du 26 au 27 août, les négociations sont suspendues. Le M5S exige du PD que celui-ci concède publiquement le maintien de Conte. Pour sa part, Di Maio briguerait le ministère de l'Intérieur ou celui de la Défense. De son côté, le PD réclame les ministères de l'Économie et des Affaires étrangères, ainsi que le poste de vice-président du Conseil, qui doit être unique. Les discussions reprennent dans la journée, et les négociateurs des deux partis se montrent à nouveau optimistes. Di Maio renonce finalement à briguer le ministère de l'Intérieur. Après avoir avancé dans les négociations au sujet du budget, de l'environnement et de la réduction du nombre de parlementaires, les deux partis s'accordent le 28 août sur la répartition des ministères et le programme de gouvernement.

## Second gouvernement Conte
Le 28 août, le M5S et le PD indiquent être d'accord pour que Conte reçoive le mandat de former « un gouvernement de long terme », sans toutefois avoir encore établi le programme ni la répartition des portefeuilles ministériels. Le M5S avait exigé peu avant qu'un tel accord soit approuvé par sa plateforme militante, alors que les deux partis ont aussi conçu une ébauche d'accord. Conte est reçu le 29 août par le président Mattarella pour être chargé de former un gouvernement, ce qu'il accepte « avec réserve », conformément à la tradition. Il a alors une semaine pour soumettre sa nouvelle équipe. Il promet dans la foulée un « projet de nouvel humanisme visant à faire de l'Italie un pays plus juste, plus compétitif, plus solidaire, plus inclusif », d'œuvrer à la « relance » de l'économie et redonner au pays « la place qu'[il] mérite » et « un rôle de premier plan en Europe dans le respect du multilatéralisme ».
Alors que les négociations sont à ce stade bien avancées, le 30 août est marqué par de nouvelles exigences des deux partis. Di Maio menace de rompre l'accord, exigeant notamment que les décrets sur l'immigration ne soient pas abrogés. De son côté, Zingaretti demande à Conte qu'un certain nombre de points soient inclus dans le programme, en particulier « une baisse des impôts pour les moyens et bas salaires afin de stimuler la consommation, un plan pour l'emploi, la promotion de l'économie numérique et la possibilité de rendre gratuite la formation des enfants des familles modestes depuis la crèche jusqu'à l'université ». Conte doit former son nouveau gouvernement d'ici au 4 septembre. Le 1er septembre, affirmant qu'il existe « une bonne ambiance de travail », Conte appelle les deux partis à lui faire des « suggestions » plutôt que des « exigences ». De son côté, pour couper court à la polémique, le PD appelle à la suppression des deux postes de vice-président du Conseil des ministres.
Le 3 septembre, Di Maio appelle les membres de la plateforme Rousseau à voter en faveur de l'accord, et annonce au même moment renoncer à son retour à la vice-présidence du Conseil des ministres. Les membres de la plateforme valident l'accord, tandis qu'un programme commun en 26 points, notamment « l'élimination de toute forme d'inégalité sociale, territoriale ou de genre, la réduction des taxes sur le travail, l'élaboration d'une série de loi contre le conflit d'intérêts ou une réponse forte aux problèmes des flux migratoires », est dévoilé.
Le 4 septembre, le PD annonce la finalisation du programme de gouvernement. Dans la foulée, Conte informe le président de la République qu'il est en mesure de former le nouveau gouvernement. Cette nouvelle composition est acceptée par le président de la République, qui a reçu Conte au palais présidentiel. Le nouveau cabinet se compose comme suit. Luigi Di Maio est ministre des Affaires étrangères, le député européen démocrate Roberto Gualtieri est ministre de l'Économie et des Finances, tandis que Lorenzo Guerini, proche de Renzi, est ministre de la Défense. Par ailleurs, le ministère de l'Intérieur revient à l'indépendante Luciana Lamorgese, ancienne préfète de Milan. Enfin, dans le but de consolider la coalition à gauche, Roberto Speranza, un des dirigeants du groupe parlementaire Libres et égaux (LeU), hérite du ministère de la Santé. La nouvelle équipe prête serment le 5 septembre,.
Le 9 septembre, le nouveau gouvernement obtient la confiance à la Chambre des députés par 343 voix pour et 260 contre,. Le lendemain, c'est le Sénat de la République qui accorde sa confiance, avec 169 voix pour, 133 contre et cinq abstentions.

## Suites

### Référendum constitutionnel
En raison de l'hypothèse d'un report voire d'un enterrement du dernier vote de la réforme constitutionnelle, le Parti démocrate et le Mouvement 5 étoiles finissent par s'entendre sur un passage accéléré à la Chambre, en échange d'une réforme de la loi électorale. Celle-ci instaurerait la proportionnelle intégrale en supprimant l’élection d'une part des sièges au scrutin majoritaire à un tour tout en rehaussant le seuil électoral au-dessus des 3 % en vigueur. Ces changements permettraient aux deux partis d'éviter l'obtention d'une majorité absolue par la Ligue, en regain dans les sondages. La réduction du nombre de parlementaires est adoptée en seconde lecture à la Chambre, par 553 voix pour, 14 contre et 2 abstentions, le 8 octobre 2019. Après le dernier vote, un délai de trois mois s'ensuit au cours duquel une mise à référendum peut être demandée par un minimum de 500 000 électeurs, ou au moins un cinquième des membres de l'une des deux chambres, ou au moins cinq des vingt conseils des régions d'Italie. À défaut, l'amendement constitutionnel entre en vigueur à l'issue de ce délai. Un total de 71 sénateurs en fait cependant la demande. Le quorum de 64 membres de la chambre haute étant atteint, la réforme constitutionnelle est soumise à référendum après approbation de la Cour constitutionnelle.
La mise à référendum de l'amendement de réduction du nombre de parlementaire fragilise encore davantage la coalition, qui voit ses membres susceptibles de voter sa chute et l'organisation d'élections anticipée afin que le scrutin ainsi mis en œuvre ait lieu avant la réduction, leur permettant de garder plus facilement leurs sièges. Conte tente de calmer ces craintes, en proposant notamment l'organisation le plus tôt possible du référendum, en avril 2020, de manière à ne pas laisser le temps au parlementaires de tenter une dissolution.

### Scission du Parti démocrate
Le 25 septembre 2019, Matteo Renzi officialise sa scission du Parti démocrate en fondant le parti Italia Viva (Italie vivante), qu’il présente comme un parti au centre de l'échiquier politique, à la manière de La République en marche du président français Emmanuel Macron. 25 députés et au moins 15 sénateurs acquis à Matteo Renzi font aussitôt défection pour rejoindre le nouveau parti, de même que deux des membres du gouvernement Conte II. Ils sont suivis par des transfuges du parti Forza Italia, du Parti socialiste italien et de la Liste civique populaire, un premier meeting du parti étant prévu courant octobre, suivi de la diffusion d'un programme. Si Matteo Renzi assure alors qu'Italie vivante continuera de soutenir le gouvernement, si besoin jusqu'en 2023, Giuseppe Conte se déclare « perplexe » face à l’initiative, tandis que Nicola Zingaretti juge que « briser le Parti démocrate est une erreur »,,,.

### Élections régionales de 2020

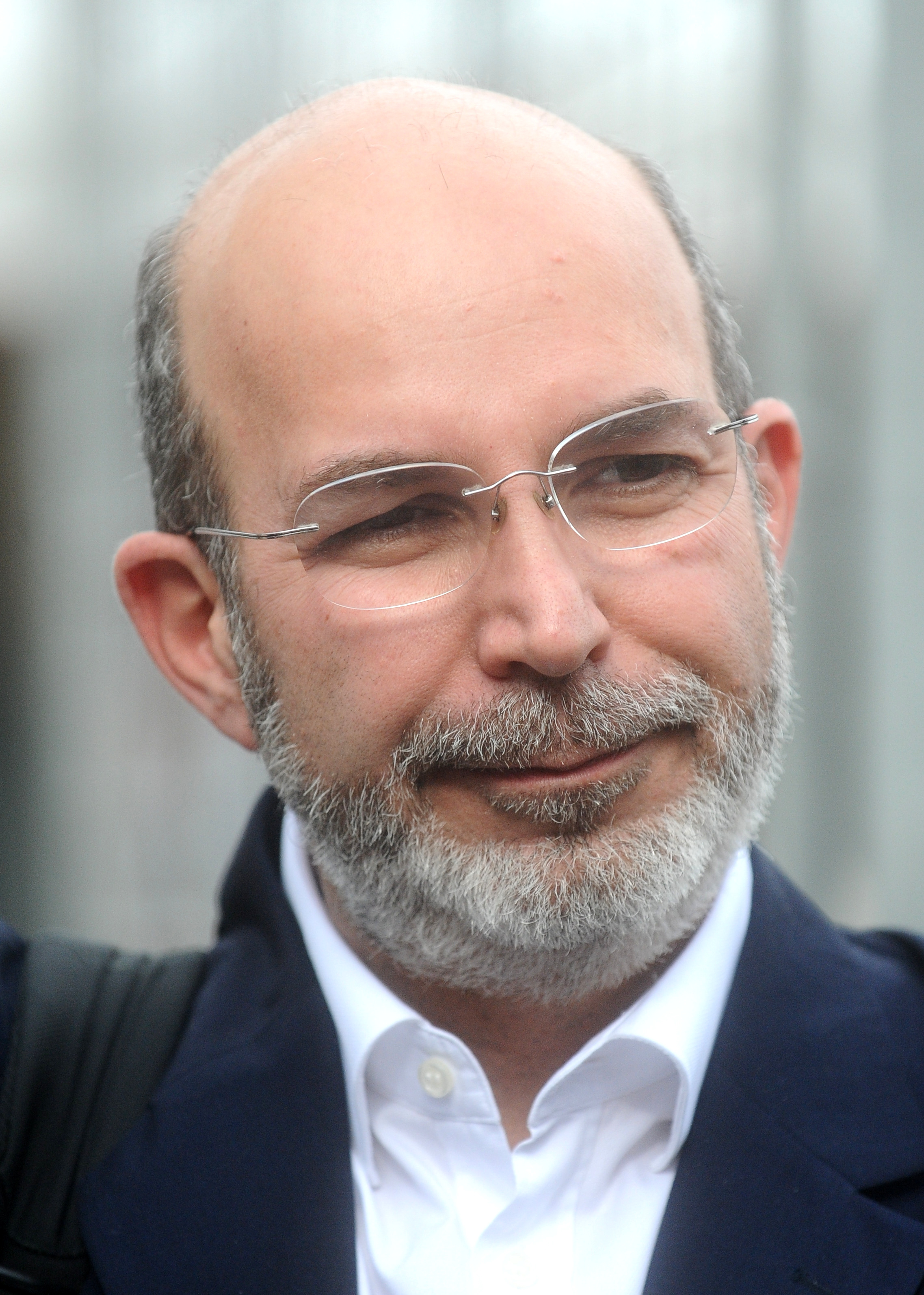
Vito Crimi.

Le second gouvernement Conte commence l'année 2020 fragilisé par les sondages défavorables et de multiples défections au sein des deux partis le composant. Outre la scission du Parti démocrate initiée par Matteo Renzi, le Mouvement cinq étoiles fait face au départ de plus d'une trentaine de parlementaires, aboutissant le 22 janvier 2020 à la démission de Luigi Di Maio de la tête du parti, remplacé à titre temporaire par Vito Crimi. Celle ci intervient en anticipation d'une défaite aux élections régionales. Une chute du gouvernement est ainsi jugée probable en cas de défaite du Parti démocrate aux élections régionales du 26 janvier en Calabre et surtout en Émilie-Romagne, bastion historique du parti, pourtant mis au coude à coude par la Coalition de centre droit menée par la Ligue.
Le PD perd finalement le contrôle de la Calabre au profit de la Coalition de Centre-droit mais conserve l’Émilie-Romagne tandis que M5S confirme son net déclin avec des résultats à un chiffre dans les deux régions.